# Sloanea raynaliana
Sloanea raynaliana är en tvåhjärtbladig växtart som beskrevs av C. Tirel. Sloanea raynaliana ingår i släktet Sloanea och familjen Elaeocarpaceae. Inga underarter finns listade i Catalogue of Life.